# Toop Toop
Toop Toop è un singolo del duo di musica elettronica francese Cassius, primo estratto dal loro album 15 Again. Combina riff chitarristici nello stile dei Clash, ritmi dance e un canto distorto attraverso un megafono.

## Utilizzi
Il brano è noto per essere stato utilizzato come colonna sonora nella scena iniziale del film Il divo (2008), di Paolo Sorrentino. David Guetta la inserì nell'antologia Fuck Me I'm Famous - Ibiza Mix 06.
Nel 2008 Madonna usò la melodia del brano per la sua performance di Into the Groove durante il suo Sticky & Sweet Tour. 
Tra il 2009 e il 2010 il singolo è stato usato come sigla del programma di LA7 Victor Victoria - Niente è come sembra.

## Tracce
1. Toop Toop (radio edit) – 2:54
2. La Notte – 5:54